# Стивенсон, Уэйн
Уэйн Фредерик Стивенсон (англ. Wayne Frederick Stephenson; 29 января 1945 — 22 июня 2010) — канадский хоккеист, бронзовый призёр зимних Олимпийских игр в Гренобле (1968), вратарь.
В начале своей карьеры играл за сборную Канады и в её составе стал третьим на зимних Играх во французском Гренобле (1968).
Выступления в НХЛ начал в 1971 году, подписав контракт с клубом «Сент-Луис Блюз». Затем, в сезонах 1974—1979 годов выступал за «Филадельфию Флайерз», а в 1979—1981 годов — за «Вашингтон Кэпиталз».
Обладатель Кубка Стэнли (1975). Введён в зал хоккейной славы Манитобы в качестве почетного члена.

В чемпионатах НХЛ 328 (игр), 146 (побед), 14 (игр на „0“), 0+3 (гол+пас).

В Кубке Стэнли 26 (игр), 11 (побед), 2 (игр на „0“), 0+1 (гол+пас).

## Сборная
Участник ЧМ 1967-1969, ЗОИ 1968 (15 матчей).
- Бронзовый призер 1966, 1967 и 1968 (в рамках ЗОИ 1968).